# Dragica Sušanj
Dragica Sušanj, slovenska slikarka tetrapleginja, * 3. april, 1966, Postojna.
Dragica Sušanj po poklicu kuharica in mati dveh otrok si je v prometni nesreči leta 1994 hudo poškodovala hrbtenico in postala tetrapleginja. Nekaj let po nesreči je v sebi odkrila slikarski talent in kmalu so nastale prve slike.
Izobraževala se je na različnih likovnih delavnicah in tečajih, ter spoznala temeljne slikarske tehnike. Rada slika cvetje, drevesa, stoletne osamelce, gmajne in travnike.
Njena dela je bilo moč videti na različnih samostojnih in skupinskih razstavah tako pod okriljem Zveze paraplegikov Slovenije kot tudi prek mednarodnega združenja VDMFK, katerega štipendistka je od leta 2006.